# De Eendracht (Eemnes)
De Eendracht is een rijksmonument aan de Wakkerendijk 178 in Eemnes in de provincie Utrecht.
De langhuisboerderij heeft een topgevel met een afgewolfd dak. Het heeft ramen met bogen en natuurstenen blokken. Op de bovenverdieping zijn vensters met 3/4 luiken.
De boerderij dateert uit 1661 en is daarmee een van de oudste boerderijen in Eemnes. Het is het eerste pand in Eemnes-Buiten aan de Wakkerendijk. Op het verdwenen hek voor de boerderij stond de tekst Eendracht maakt macht. De niet-symmetrische voorgevel is opgetrokken uit IJssel- en Waalsteentjes. Het bovenlicht van de voordeur is in Lodewijk-XVI-stijl gedecoreerd. Het interieur is nog grotendeels origineel. Het pand werd lang bewoond door de familie Bieshaar.